# Uto
Uto (japanska: 宇土市?, Uto-shi) är en stad i Kumamoto prefektur i Japan. Staden fick stadsrättigheter 1958.